# Austropaxillus macnabbii
Austropaxillus macnabbii är en svampart som först beskrevs av Singer, J. García & L.D. Gómez, och fick sitt nu gällande namn av Jarosch 2001. Austropaxillus macnabbii ingår i släktet Austropaxillus och familjen Serpulaceae.   Inga underarter finns listade i Catalogue of Life.